# Gustave Curé
Pour les articles homonymes, voir Curé.
Louis, Jean, Ambroise, Gustave Curé est un homme politique français né le 7 juin 1799 à Port-Louis et mort à Bordeaux le 18 mars 1876.

## Origines familiales et études
Issu d'une famille notable, il est le fils d'un négociant charentais qui avait fondé une maison de négoce à l'île Maurice vers 1780. 
Après de "remarquables" études au lycée Louis-le-Grand à Paris où il rencontra Victor Hugo, il entame une carrière politique en Bordelais qui le mènera du conseil municipal à l'Assemblée nationale.
Gustave Curé possédait au Taillan-Médoc une propriété de 200 hectares, dont 20 de vignoble, le reste étant principalement boisé. La production viticole portait le nom de « château de Germignan ».

## Carrière politique
Après plusieurs voyages dans les Antilles et aux États-Unis, il s'installa à Bordeaux.
Actif, dévoué, généreux, sympathique, il sut vite gagner l’estime de ses concitoyens et déjà en 1830, il était nommé lieutenant de la Garde nationale de Bordeaux puis chef de bataillon en 1847.
Élu conseiller municipal de Bordeaux en 1834, il y siégea pendant plus de trente ans comme conseiller, adjoint au maire de 1840 à 1846 puis il devint maire de Bordeaux en 1848-49.
Ses sympathies pour la démocratie n’ont cependant rien d’artificiel car, tel Tocqueville, il a séjourné aux États-Unis. L’annonce de la Révolution du 24 février 1848 fut accueillie à Bordeaux avec surprise, mais l’ordre ne fut pas troublé grâce à la prudence et à l’énergie des autorités, et tout particulièrement de Gustave Curé, alors adjoint au maire.  Aux élections municipales de 1848, 38 des 40 conseillers nouvellement élus étaient conservateurs ; quant aux deux républicains modérés, il s’agissait de l’avoué Supsol et du négociant Gustave Curé qui avait le tort – aux yeux de la bourgeoisie bordelaise – d’être à la tête de la commission municipale provisoire depuis l’élection du maire Jean-Baptiste Basilide Billaudel comme représentant du peuple. Le gouvernement de Cavaignac ne voulut pas choisir pour maire Duffour-Dubergier, c’eût été désavouer la Révolution de Février. Le gouvernement préféra nommer comme maire Gustave Curé. Curé remplaça donc M. Billaudel à l’Hôtel de Ville avec MM. Guimard, Duprada, Noguey, Blondeau, Samazeuilh et Supsol pour adjoints.
Le 19 mars 1849, il refusa de prêter serment au prince-président et se démit de toutes ses fonctions publiques. Antoine Gautier le remplaça au Palais-Rohan. Durant son mandat, il s'occupa beaucoup des travaux d'assainissement et d'embellissement de Bordeaux. Il impulsa la construction de la Banque de France et la rénovation du Jardin Public.
Républicain modéré, il fut élu à Bordeaux conseiller général de la Gironde en 1848. En 1861, il fut à nouveau élu conseiller général de la Gironde et devint vice-président du Conseil général de la Gironde, jusqu’en 1870.
Candidat de l’opposition à l'Assemblée nationale dans la 1re circonscription de la Gironde, il fut élu député en 1857 par 9 386 voix contre 7 622 au candidat officiel M. Montané, député sortant. Ces élections du 21 juin 1857 furent cependant un franc succès pour le gouvernement. Sur 267 élus, 253 soit 94,8 %, ont bénéficié de la candidature officielle. En fait, parmi les 14 autres, on note des anciens gouvernementaux, des indépendants et des libéraux, des républicains et des proches des républicains (dont Gustave Curé).
Les premières mesures de libéralisation du régime prises en 1860 lui donnent satisfaction et il évolua donc dans un sens favorable à l’Empire et fut réélu comme candidat officiel en 1863. Ses partisans écrivaient que « M. Curé représente les principes de réforme commerciale que Bordeaux a proclamés ». Il vota dès lors avec la majorité.
Gustave Curé fut membre de l’Académie nationale des sciences, belles-lettres et arts de Bordeaux.
À la fin de son mandat, en 1869, il rentra dans la vie privée et meurt à Bordeaux le 18 mars 1876. Il est enterré dans le cimetière de la Chartreuse

## Décorations
- Commandeur de l'Ordre National de la Légion d'honneur.

## Informations complémentaires

### Sources
- Édouard Féret, Statistique générale du département de la Gironde, Féret, Bordeaux, 1889
- « Gustave Curé », dans Adolphe Robert et Gaston Cougny, Dictionnaire des parlementaires français, Edgar Bourloton, 1889-1891 [détail de l’édition] [texte sur Sycomore]
- Charles Higounet, Bordeaux au XIXe siècle, FHSO, Bordeaux, 1969
- André Deforges, Les Illustres de Bordeaux : catalogue, vol. 2, Bordeaux, Dossiers d'Aquitaine, 2014, 80 p. (ISBN 978-2-84622-255-6, présentation en ligne).